# Các tu viện trên sườn núi Popocatepetl
Các tu viện trên sườn núi Popocatépetl (tiếng Tây Ban Nha: Monasterios en las faldas del Popocatépetl) là mười bốn tu viện thế kỷ 16 được xây dựng bởi những người dòng thánh Augustinô, dòng Phan Sinh và dòng Đa Minh để truyền giáo cho các khu vực phía nam và phía đông của núi lửa Popocatépetl ở trung tâm Mexico. Những tu viện này đã được UNESCO công nhận là Di sản Thế giới vào năm 1994, vì chúng phục vụ như là mô hình cho các tu viện và nhà thờ đầu tiên cũng như những nỗ lực truyền giáo ở Tân Tây Ban Nha và một số điểm ở Mỹ Latinh.
Mười bốn tu viện mở cửa cho du khách ghé thăm, trong đó mười một tu viện nằm tại phía bắc bang Morelos và ba nằm tại bang Puebla. Trong đó mười một tu viện được biết đến là "Tuyến đường Núi lửa" hay "Tuyến đường Tu viện" phục vụ cho mục đích du lịch.

## Danh sách
Mười bốn tu viện có từ thế kỷ 16 được UNESCO công nhận là Di sản Thế giới nằm xung quanh chân núi lửa Popocatépetl là:
| Số hiệu | Hình ảnh | Tên                                                    | Thị trấn             | Bang    | Tọa độ                                        | Khu vực bảo tồn                         |
| ------- | -------- | ------------------------------------------------------ | -------------------- | ------- | --------------------------------------------- | --------------------------------------- |
| 702-001 |          | Tu viện San Mateo Apóstol của Evangelista              | Atlatlahucan         | Morelos | 18°56′5″B 98°53′52″T / 18,93472°B 98,89778°T  | Tài sản: 1,23 ha. Vùng đệm: 0,13 ha.    |
| 702-002 |          | Nhà thờ chính tòa Cuernavaca                           | Cuernavaca           | Morelos | 18°52′2″B 99°14′42″T / 18,86722°B 99,245°T    | Tài sản: 1,57 ha. Vùng đệm: 1,43 ha.    |
| 702-003 |          | Tu viện Santo Domingo de Guzmán, Hueyapan              | Hueyapan             | Morelos | 18°53′10″B 98°41′25″T / 18,88611°B 98,69028°T | Tài sản: 0,91 ha. Vùng đệm: 0,5 ha.     |
| 702-004 |          | Tu viện Santo Domingo de Guzmán, Oaxtepec              | Oaxtepec             | Morelos | 18°54′25″B 98°58′15″T / 18,90694°B 98,97083°T | Tài sản: 0,99 ha. Buffer zone: 1,14 ha. |
| 702-005 |          | Tu viện và nhà thờ dòng Augustinô của Santiago Apóstol | Ocuituco             | Morelos | 18°52′37″B 98°46′32″T / 18,87694°B 98,77556°T | Tài sản: 0,62 ha. Vùng đệm: 1,28 ha.    |
| 702-006 |          | Tu viện Natividad, Tepoztlán                           | Tepoztlán            | Morelos | 18°59′10″B 99°5′7″T / 18,98611°B 99,08528°T   | Tài sản: 1,42 ha. Vùng đệm: 1,31 ha.    |
| 702-007 |          | Tu viện San Juan Bautista                              | Tetela del Volcán    | Morelos | 18°53′31″B 98°43′46″T / 18,89194°B 98,72944°T | Tài sản: 1,19 ha. Vùng đệm: 2,89 ha.    |
| 702-008 |          | Tu viện của San Juan Bautista                          | Tlayacapan           | Morelos | 18°57′20″B 98°58′52″T / 18,95556°B 98,98111°T | Property: 0,62 ha. Vùng đệm: 1,36 ha.   |
| 702-009 |          | Tu viện San Guillermo                                  | Totolapan            | Morelos | 18°59′24″B 98°55′6″T / 18,99°B 98,91833°T     | Tài sản: 3,61 ha. Vùng đệm: 1,23 ha.    |
| 702-010 |          | Tu viện San Juan Bautista                              | Yecapixtla           | Morelos | 18°53′3″B 98°51′47″T / 18,88417°B 98,86306°T  | Tài sản: 1,2 ha. Vùng đệm: 3,13 ha.     |
| 702-011 |          | Tu viện Inmaculada Concepción                          | Zacualpan de Amilpas | Morelos | 18°47′11″B 98°46′5″T / 18,78639°B 98,76806°T  | Tài sản: 1,94 ha. Vùng đệm: 0,24 ha.    |
| 702-012 |          | Tu viện San Francisco de Asís                          | Calpan               | Puebla  | 19°6′0″B 98°27′54″T / 19,1°B 98,465°T         | Tài sản: 1,51 ha. Vùng đệm: 0,75 ha.    |
| 702-013 |          | Tu viện San Miguel Arcángel                            | Huejotzingo          | Puebla  | 19°9′27″B 98°24′13″T / 19,1575°B 98,40361°T   | Tài sản: 5,65 ha. Vùng đệm: 1,29 ha.    |
| 702-014 |          | Tu viện Asunción de Nuestra Señora                     | Tochimilco           | Puebla  | 18°53′28″B 98°34′21″T / 18,89111°B 98,5725°T  | Tài sản: 1,1 ha. Vùng đệm: 2,4 ha.      |